# The Windshield Wiper
The Windshield Wiper (en català, L'eixugaparabrises) és un curtmetratge d'animació hispano-estatunidenc de 2021. Va ser dirigit i co-produït per Alberto Mielgo en col·laboració amb Leo Sánchez. L'obra va guanyar l'Oscar al millor curtmetratge d'animació als Premis Oscar de 2021.

## Estrena
El film es va estrenar al Festival Internacional de Cinema de Cannes de 2021 a la secció independent Quinzena de Cineastes de 2021. Més endavant també es va presentar a The Animators Showcase a través de la seva plataforma de streaming.

## Argument
Dins d'una cafeteria, mentre es fuma un paquet sencer de cigarretes, un home es planteja una ambiciosa pregunta: "Què és l'amor?". Un recull de vinyetes i situacions conduirà l'home a la seva conclusió.

## Reconeixements
Des de la seva estrena, el curtmetratge ha estat seleccionat en diversos festivals. També va esdevenir el primer curtmetratge espanyol en obtenir l'Oscar en la seva categoria.
| Any  | Esdeveniment                                      | Premi/Categoria                | Estat     | Cita          |
| ---- | ------------------------------------------------- | ------------------------------ | --------- | ------------- |
| 2021 | Festival Internacional de Cinema de Cannes        | Quinzena de Cineastes          | Nominat   | [ 6 ] [ 7 ]   |
| 2021 | Setmana Internacional de Cinema de Valladolid     | Millor Curtmtetratge           | Nominat   | [ 8 ]         |
| 2022 | Festival de Cinema de Jerusalem                   | Curtmetratge Internacional     | Nominat   | [ 9 ]         |
| 2022 | Festival Internacional de Cinema i Vídeo d'Atenes | Curtmetratge Internacional     | Nominat   | [ 4 ]         |
| 2022 | Premis Oscar                                      | Millor Curtmetratge d'Animació | Guanyador | [ 10 ] [ 11 ] |